# Oswine van Kent
Oswine (eind zevende eeuw) was kortstondig koning van Kent van circa 689 tot circa 690 samen met Swaefberht en Swaefheard. 

## Context
Na de dood van Eadric van Kent in 686 viel Cædwalla van Wessex, samen met Sighere van Essex het land binnen. Mul, de broer van Cædwalla, werd koning van Kent. Mul stierf een jaar later en werd vervangen door een neef van Sighere van Essex, Swaefheard. De situatie in het koninkrijk Kent bleef onrustig en twee telgen  uit de Kentische dynastie van de Oiscingas, hijzelf en Swaefberht werden ook tot koning uitgeroepen.
Met de komst van Wihtred kwam de rust terug in het land.